# Krauses Umzug
Krauses Umzug ist der siebente Teil von Regisseur und Autor Bernd Böhlich in der Filmkomödienreihe um den pensionierten Polizeihauptmeister Krause, der von Schauspieler Horst Krause unter seinem bürgerlichen Namen gespielt wird. Das Erste sendete den Film erstmals am 14. Februar 2020, einem Freitagabend, um 20:15 Uhr mit 3,69 Mio. Zuschauern.

## Handlung
Der ehemalige Polizeihauptmeister Horst Krause findet am Grab seines verstorbenen Freundes Rolf-Dieter Schlunzke einen Hund, den er adoptiert und ebenfalls den Namen Schlunzke gibt.
Bürgermeister Stübner interessiert sich sichtlich für die junge Köchin Paula, die seit einiger Zeit in Krauses Gasthof arbeitet und deren Beziehung zum Vater ihres Sohnes Timo zerbrochen ist. Doch trotz eines gemeinsamen Tanzabends wird aus ihrer Freundschaft zu Stübner keine Liebe. Stattdessen scheint es zwischen ihr und Timos Lehrer Thomas Seifert zu funken. Horst, seine Schwester Meta und deren Mann Rudi organisieren einen Tanzabend, um die beiden zusammenzubringen. Doch der Strom fällt aus, Horst muss mit seiner Trompete den Abend retten, unterstützt von einem weiblichen Gast am Klavier. In der folgenden Nacht muss Horst die Klavierspielerin allerdings wieder aus seinem Schlafzimmer verweisen, als ihn diese in eindeutiger Pose verführen will. Stübner gelang es zwar am Tanzabend noch, Seifert zur Flucht zu bewegen, aber als Timo mit schlechten Lernleistungen einen Elternbesuch provoziert und Timos Vater sein Urlaubsversprechen bricht, kommen Paula und der Lehrer schließlich doch noch zusammen. Die beiden sollen im Gasthof wohnen.
Deshalb beginnt Horst – zunächst mit seinem Schwager Rudi, später auch mit der Unterstützung Elsas und Lubos – Schlunzkes leerstehende Villa zu renovieren, um dort mit seinen beiden Schwestern und deren Männern einziehen zu können. Meta kann ihre Reiselust aber nicht mehr bezwingen; sie fährt währenddessen mit dem Wohnmobil allein nach Budapest, kehrt aber schon kurz darauf wieder zurück.

## Kritik
Das Hamburger Abendblatt findet den Film „altmodisch wie trefflich […] mit viel Lokalkolorit und Feingefühl für die Figuren“.